# Парк имени Тренёва
Парк имени К. А. Тренёва (сквер имени К. А. Тренёва, Парк Цветов) — одна из достопримечательностей и визиток города Симферополя. Парк расположен между центральными улицами Симферополя: проспектом Кирова, улицами Севастопольской, Гоголя и Самокиша. Парк был создан в 1957 году и назывался Парком Цветов. В 1960 году парку присвоили имя выдающегося советского прозаика и драматурга Тренева Константина Андреевича.

## История

### Создание
В 1957 году, когда для колхозного рынка построили новое место и перенесли всех торговцев, было принято решение на месте Базарной площади создать парк. Над созданием парка работали комсомольцы. Особое внимание было уделено созданию больших красочных клумб с цветами. В то время парк носил название Парк Цветов. Традиция устраивать выставки цветов сохранилась до первого десятилетия XXI века.

### Открытие памятника и переименование
В 1960 году в парке установили памятник писателю и драматургу Константину Андреевичу Треневу, который долго жил в Симферополе. Памятник представляет собой бронзовую 3-метровую фигуру сидящей на постаменте из крымского диорита (скульптор Е. Ф. Белашова-Алексеева, архитектор Н. С. Кучерова). После установки памятника сквер получил имя выдающегося драматурга. Параллельно с этим на площади в парке началась работа по строительству фонтана. Фонтан в парке Тренева был построен и сдан в эксплуатацию одновременно с Украинским театром на площади Ленина. Фонтан служил водоохладителем для системы кондиционирования театра. Но для симферопольцев он стал сразу главной достопримечательностью центра города. Это был первый цветомузыкальный фонтан в Симферополе. По вечерам в парке собирались толпы народа посмотреть на диковинку. Комната управления была устроена рядом с фонтаном под землей и техник входил за небольшую загородку на зелёном газоне, открывал люк и скрывался в подземное помещение. Как передают городские старожилы, звук был ужасный. Но все равно впечатление было грандиозное. Такого чуда до этого никто в городе не видел.
Со временем с появлением новых парков в Симферополе, в частности Городского парка культуры и отдыха имени Юрия Гагарина, парк Тренёва утратил свою былую славу и все чаще его стали именовать сквером.

### Реконструкция

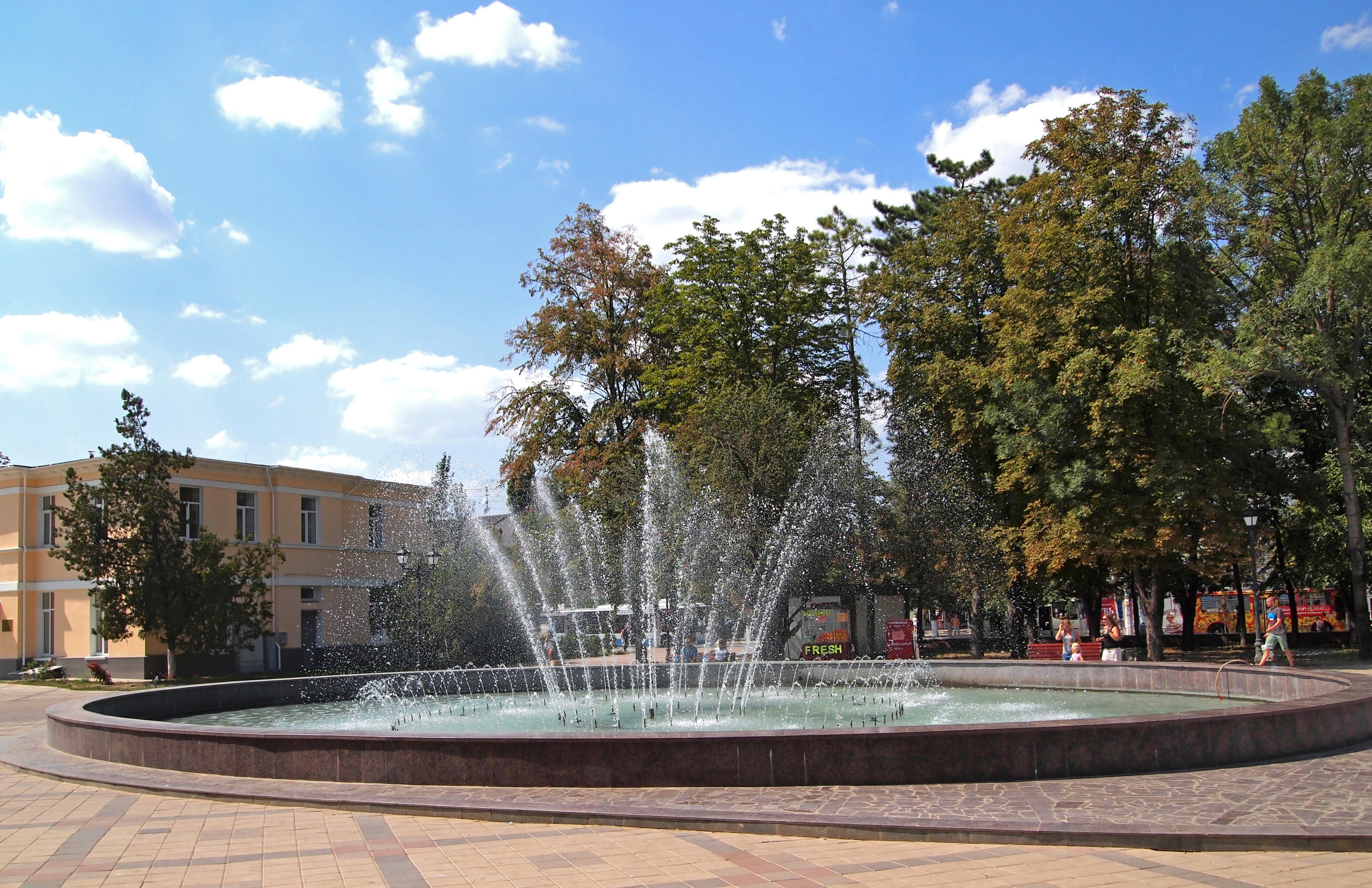
Фонтан в парке

В марте 2011 года была начата реконструкция сквера. К тому моменту он был в плачевном состоянии. Фонтан не работал c середины 1990-х, клумбы были заброшены. После завершения реконструкции парк обзавелся новым цветомузыкальным фонтанным комплексом, состоящего из 4 фонтанов.
2 июня 2012 года состоялось торжественное открытие реконструированного парка имени Тренёва.
В парке продолжается традиция проведения школьного базара, который открывается в августе каждого года.

## Объекты парка
- Памятник Тренёву Константину Андреевичу (единственный памятник этому писателю)

 Объект культурного наследия народов РФ регионального значения. Рег. № 911710883910005 (ЕГРОКН)
- Цветомузыкальный фонтанный комплекс
- Республиканская доска Почета
- Здание Детской музыкальной школы № 1 им. Рахманинова